# Junta Electoral de Zona de Laredo
La Junta Electoral de Zona de Laredo es una de las seis en las que se divide la comunidad autónoma de Cantabria, creada en 1985 mediante la Ley Orgánica 5/1985, de 19 de junio, del Régimen Electoral General, en España.
De acuerdo con la mencionada ley, el ámbito territorial de las juntas electorales de zona coinciden con los partidos judiciales existentes en las elecciones locales de 1979. Por ello, la Junta Electoral de Laredo no se vio afectada por la posterior creación del Partido judicial de Castro-Urdiales en 1992 por lo que los municipio Castro-Urdiales, Guriezo y Villaverde de Trucíos (actualmente denominado Valle de Villaverde) se incluyen en esta Junta Electoral de Zona pese a pertenecer a otro partido judicial.

## Ámbito geográfico
La Junta Electoral de Zona de Laredo incluye en ámbito geográfico de los actuales partidos judiciales de Laredo y Castro-Urdiales.
| Sede de la junta | Municipios que comprende |
| ---------------- | --- |
| Laredo           | Ampuero, Arredondo, Castro-Urdiales, Colindres, Guriezo, Laredo, Liendo, Limpias, Ramales de la Victoria, Rasines, Ruesga, Soba, Valle de Villaverde y Voto. |